# Aimone I di Ginevra
Aimone I (Aimón in spagnolo, Aymon in francese, in tedesco e in inglese; 1065 circa – 1128) fu Conte di Ginevra dal 1080 alla sua morte.

## Origine
Secondo lo storico e Genealogista, Samuel Guichenon, nel suo Histoire généalogique de la royale maison de Savoie, Aimone era figlio del Conte di Ginevra, Geroldo II e della sua seconda moglie, Tetberga di Svevia, come conferma anche l'origine de Gérold, comte de Genève (1867), che riporta che Tetberga era figlia di Rodolfo di Rheinfelden.

Secondo la Flodoardi Annales, Geroldo II di Ginevra era figlio di Berta, figlia di Matilde, figlia del Re di Arles o delle due Borgogne, Corrado III di Borgogna e di Matilde di Francia; secondo Il conte Umberto i e il re Ardoino il padre di Berta era Ugo III, conte di Egisheim; mentre il padre di Geroldo II, sia secondo Samuel Guichenon che lo storico e diplomatico, Domenico Carutti, nel suo Il conte Umberto i e il re Ardoino, era Geroldo I di Ginevra, figlio del conte di Ginevra, Aimone, sia secondo Guichenon che secondo Le Grand dictionnaire historique, Volume 5.

## Biografia
Secondo Samuel Guichenon, suo padre, Geroldo II, verso il 1040, aveva sposato, in prime nozze, Gisela di Borgogna, nipote del conte, Rodolfo I di Borgogna (molto probabilmente figlia di Willa II di Borgogna); Geroldo II da Gisela aveva avuto due figli:
- Giovanna[6] (1050 circa – 1095 circa), che aveva sposato, verso il 1065, Amedeo II di Savoia conte di Moriana[8].
- Conone[9](† prima del 1080), citato nel documento nº 209 delle Regeste genevois, datato 1061[10] e degli Archives de l'Abbaye de Saint-Maurice[11].

Anche sua madre, Tetberga, si era sposata due volte: non si conosce la successione dei matrimoni, ma sposò anche Luigi di Faucigny; da questo secondo matrimonio nacque almeno un figlio, Guido di Faucigny, che fu vescovo di Ginevra, come viene confermato dal documento nº 3940 del Recueil des chartes de l'abbaye de Cluny. Tome 5, inerente a una donazione di Guido per l'anima dei propri genitori.
Non si conosce l'anno esatto della morte di suo padre, Geroldo II, che avvenne verso il 1080, anno in cui, secondo Le Grand dictionnaire historique, Volume 5, era ancora vivente; in quello stesso anno, il suo successore, Aimone I, unico figlio maschio ancora in vita secondo le comté de Genève, fece una donazione, seguendo l'esempio del padre e del fratellastro, Conone; questa donazione viene riportata anche dal documento n° REG 0/0/1/214 degli Archives de l'Abbaye de Saint-Maurice.

Aimone fu conte di Ginevra, come conferma il caput LXIX della Bibliotheca sebusiana.
Nel 1084, Aimone diede l'approvazione per la costruzione del priorato di Saint-Innocent, nella diocesi di Ginevra, come da documento n° REG 0/0/1/216 degli Archives de l'Abbaye de Saint-Maurice.
Nel 1090, Aimone (Aymo Dei gratia Genevensium comes), secondo il caput XLVI della Bibliotheca sebusiana, fece delle concessioni approvate dalla moglie, Ida ed dal figlio primogenito, Geroldo (Itæ uxoris eius, Geraldi filii eius), riportate anche dal documento n° REG 0/0/1/221 degli Archives de l'Abbaye de Saint-Maurice.

In quello stesso anno, assieme al figlio, Geroldo, fece una donazione ad una chiesa di Chamonix, come riportato dal documento n° REG 0/0/1/219 degli Archives de l'Abbaye de Saint-Maurice.
Aimone, secondo la Histoire de Genève, approfittando di essere il fratellastro del vescovo di Ginevra, Guido, tra il 1083 e il 1119, riuscì a farsi assegnare l'amministrazione di molte proprietà della diocesi ed inoltre costruì un castello comitale alla periferia di Ginevra.
Dopo la morte del fratellastro, Aimone fece un accordo col nuovo vescovo, Umberto, come viene riportato dal documento n° I della Histoire de Genève, Preuves, Volume 2; l'accordo viene riportato anche dal documento n° REG 0/0/1/267 degli Archives de l'Abbaye de Saint-Maurice.
Aimone morì verso il 1128; secondo gli Obituaires de Lyon I, Diocèse de Lyon, Abbaye de Saint-Claude, morì il 10 maggio; gli succedette il figlio, Amedeo.

## Matrimonio e discendenza
Secondo sia Genève, origine et développement de cette république che Mémoires et documents publiʹes par la Societʹe d'histoire, Volume 1 p. 61, verso la fine del secolo XI, Aimone aveva sposato Ita o Ida di Faucigny, nipote del suo fratellastro, il vescovo di Ginevra, Guido.

Aimone I da Ida ebbe tre figli:
- Geroldo († prima del 1128), citato coi genitori nel caput XLVI della Bibliotheca sebusiana[17]
- Amedeo, conte di Ginevra, come conferma il caput LII della Bibliotheca sebusiana[26].
- Guglielmo († prima del 1153), citato nel caput LII della Bibliotheca sebusiana, come defunto[26].

## Ascendenza
|                       |                        |         | Genitori |  |  | Nonni                |  |  | Bisnonni   |  |
|                       |                        |         |          |  |  | Geroldo I di Ginevra |  |  | Bertoldo ? |  |
|                       |                        |         |          |  |  | Geroldo I di Ginevra |  |  | Bertoldo ? |  |
|                       |                        | …       |          |  |  | Geroldo I di Ginevra |  |  |            |  |
| Geroldo II di Ginevra |                        |         |          |  |  | Geroldo I di Ginevra |  |  |            |  |
|                       |                        | Berta ? | …        |  |  |                      |  |  |            |  |
|                       |                        | Berta ? | …        |  |  |                      |  |  |            |  |
|                       |                        | Berta ? | …        |  |  |                      |  |  |            |  |
| Aimone I di Ginevra   |                        | Berta ? |          |  |  |                      |  |  |            |  |
|                       | Rodolfo di Rheinfelden | …       |          |  |  |                      |  |  |            |  |
|                       | Rodolfo di Rheinfelden | …       |          |  |  |                      |  |  |            |  |
|                       | Rodolfo di Rheinfelden | …       |          |  |  |                      |  |  |            |  |
| Tetberga di Svevia    | Rodolfo di Rheinfelden |         |          |  |  |                      |  |  |            |  |
|                       |                        | …       | …        |  |  |                      |  |  |            |  |
|                       |                        | …       | …        |  |  |                      |  |  |            |  |
|                       |                        | …       | …        |  |  |                      |  |  |            |  |
|                       |                        | …       |          |  |  |                      |  |  |            |  |

### Fonti primarie
- (LA)  Monumenta Germaniae Historica Scriptorum. Tomus III.
- (LA)  (FR)  Regeste genevois.
- (LA)  (FR)  Archives historiques de l'Abbaye de Saint-Maurice.
- (LA)  Recueil des chartes de l'abbaye de Cluny. Tome 5.
- (LA)  Histoire de Genève, Preuves, Volume 2.
- (LA)  Bibliotheca sebusiana.

### Letteratura storiografica
- (FR)  Histoire généalogique de la royale maison de Savoie.
- (FR)  Histoire généalogique de la royale maison de Savoie, volume 3.
- (IT)  Il conte Umberto i e il re Ardoino.
- (FR)  Le Grand dictionnaire historique, Volume 5.
- (FR)  l'origine de Gérold, comte de Genève (1867).
- (FR)  Memoires et Documents Publies par la Societe D'Histoire et D'Arceologie.
- (FR)  Histoire de Genève.
- (FR)  Genève, origine et développement de cette république.
- (FR)  Mémoires et documents publiʹes par la Societʹe d'histoire, Volume 1.